# Задорня
Задорня — река в Тверской области России, протекает по территории Пеновского района. Устье реки находится в 2,8 км от устья Ветожетки по левому берегу. Длина реки составляет 13 км.

## Данные водного реестра
По данным государственного водного реестра России относится к Верхневолжскому бассейновому округу, водохозяйственный участок реки — Волга от истока до Верхневолжского бейшлота, речной подбассейн реки — бассейны притоков (Верхней) Волги до Рыбинского водохранилища. Речной бассейн реки — (Верхняя) Волга до Куйбышевского водохранилища (без бассейна Оки).
Код объекта в государственном водном реестре — 08010100112110000000161.

## Притоки
(расстояние от устья)
- 1,6 км: река Ступинка (лв)